# Митчелл, Джон Уэсли
Джон Уэсли Митчелл (англ. John Wesley Mitchell; 3 декабря 1913 — 12 июля 2007) — новозеландский химик и физик. Занимался изучением механизмов пластической деформации в металлических сплавах. Внёс огромный вклад в развитие теории фотоагрегации, занимался изучением фотографического процесса. Его разработки способствовали развитию высокоскоростной фотографии.
Член Лондонского королевского общества (1956).

## Биография

### История семьи
Джон Уэсли Митчелл родился 3 декабря 1913 года в городе Крайстчерч, Новая Зеландия. Он был единственным ребёнком в семье. Его отец по образованию был инженером-строителем, он переехал из Америки в Новую Зеландию и работал помощником геодезиста. Отец Джона Митчелла родился в 1884 году в городе Дерби, штат Коннектикут. Его предки были родом из Шотландии, они эмигрировали и обосновались на восточном побережье Соединённых Штатов. Мать Джона Митчелла (Люси Рут Сноуболл) родилась в 1887 году, была одним из трёх детей Джона и Сары Сноуболл (девичья фамилия Олпорт). Её родители занимались фермерством в городе Инглвуд, недалеко от вулкана Таранаки. Семья Джона Сноуболл по происхождению из округа Нортамберленд (северо-восточная Англия). Предки Сары Олпорт были из семей Олпорт и Вайлетт, проживавших в округах Уорикшир и Бакингемшир в Англии. В конце 18 века они покинули родные края и поселились в Новой Зеландии. Родители Джона Митчелла поженились в 1911 году в городе Ваймэти, Новая Зеландия.

### Ранние годы, образование
Митчеллы жили в маленьком домике в городе Крайстчерч в пригороде Сиденгама. Начальное образование Джон Митчелл получал в школе в городе Сиденгам. В 1926 году он поступил в среднюю школу для мальчиков в городе Крайстчерч.
Юношеские интересы Джона Митчелла в основном были сосредоточены на изучении геологии, ботаники и зоологии. В течение ранних лет в средней школе он начал заниматься альпинизмом: исследовал полуостров Банкс и вершины в предгорьях северных Альп, отправлялся в составе экспедиции в южные Альпы. В возрасте 16 лет Джон сопровождал генерал-губернатора, господина Бледсло и его жену в ботанической экспедиции для сбора папоротников в тропических лесах. В 1935 году вышла первая научная публикация Джона Митчелла — «Растительность Национального парка Артурс-Пасс».
В 1931—1934 годах Джон обучался в колледже Кентербери, где получил степень бакалавра. Интерес Митчелла к кристаллическим твёрдым телам передался от профессора Р. Спейта, у которого Джон обучался кристаллографии, оптической минералогии и петрологии и сопровождал его в полевых экспедициях. В 1934 году Митчелл был награждён мемориальной премией Чарльза Кука за его работу по метаморфической петрологии. Он получил степень магистра по химии с отличием первого класса. Результатом его исследований было получение первого монокристалла цинка. Также он точно измерил стандартный потенциал цинка и получил информацию о транспортных свойствах раствора бромида цинка. Получив зарубежную научно-исследовательскую стипендию от Королевского Комитета Выставки 1851 года, Митчелл покинул Новую Зеландию в 1935 году и отправился в Оксфорд. В рекомендациях, написанных о Митчелле Генри Денхамом и Джеймсом Хаем, Джон был охарактеризован как «вероятно, самый выдающийся студент Новой Зеландии на сегодняшний день».

### Работа в Англии и США
В Оксфорде Митчелл работал с С. Н. Хиншельвудом в лаборатории Баллиол-Тринити. В течение года он проводил занятия со студентами, занимался разработкой лабораторного курса по атомной и молекулярной спектроскопии. В 1937 году Митчелл стал членом Фарадеевского Общества. Во время войны Джон Митчелл работал в Исследовательском Департаменте Вооружённых Сил при Министерстве снабжения Арсенала Вулвич в качестве научного сотрудника, а также в Исследовательском Учреждении Вооружённых Сил в Форт Халстид. По окончании войны Н. Ф. Мотт предложил Митчеллу работать в исследовательской группе Х. Х. Уилса при университете города Бристоль. Митчелл принял предложение и отправился в Бристоль в сентябре 1945 года. Исследовательская программа Митчелла в Бристоле началась с изучения свойств поверхностей различных металлов. В результате были получены воспроизводимые значения работы выхода и контактной разности потенциалов для чистых и покрытых кислородом поверхностей металлов. В 1948 году начал исследования фотографической чувствительности тонких слоистых кристаллов галогенидов серебра. В 1959 году отправился работать в Виргинский университет, США. Здесь он занимался изучением деформационного поведения монокристаллов сплава меди и алюминия.

### Выход на пенсию и продолжение научной деятельности
После выхода на пенсию Митчелл вновь вернулся к проблеме фотографической чувствительности. Основные идеи качественной теории фотоагрегации, сформулированные Митчеллом в Бристоле, были отвергнуты некоторыми учёными за прошедшие годы в пользу теории фотолиза Генри-Мотта. Между 1978 и 1995 годами Митчелл опубликовал 33 статьи, в которых демонстрировалась состоятельность его теории. В эти годы также он разработал многие из количественных аспектов теории фотоагрегации формирования скрытого изображения. Митчелл жил в своём доме в городе Шарлотсвилл до самой смерти.

## Научные достижения

### Ранние исследования
В первые годы работы в Англии в Оксфорде Митчелл работал с С. Н. Хиншельвудом в лаборатории Баллиол-Тринити. Тема его исследования была посвящена изучению механизмов реакций, протекающих при различных давлениях между такими газами, как оксид азота, водород, дейтерий и диэтиловый эфир. Также он начал изучать химические и фотохимические процессы в монокристаллах щелочных галогенидов и галогенидов серебра с помощью спектроскопических измерений и измерений электропроводности.

### Работа во время Второй Мировой войны
Во время войны, в июне 1940 года, Митчелл присоединился к Исследовательскому Департаменту Вооружённых Сил при Министерстве Снабжения Арсенала Вулвич в качестве научного сотрудника. В то время не существовало способа проведения высокоскоростной фотосъёмки, так как не было надлежащих чувствительных или интенсивных источников света. Митчелл разработал более сложную конструкцию газоразрядной трубки. Её назвали «Ардитрон», она давала эффективную фото-экспозицию менее 1.5 мкс. Затем Митчелл перешёл работать в Исследовательское Учреждение Вооружённых Сил в Форт Халстид, где он участвовал в исследованиях ударно-волновых взаимодействий.

### Изучение фотографического процесса
В 1948 году Митчелл в университете Бристоль начал исследования фотографической чувствительности кристаллов галогенидов серебра. Слоистые кристаллы были получены из расплавов галогенидов серебра, выдерживались между плоскими стеклянными дисками при градиенте температуры. Получались дископодобные твёрдые тела, состоящие из нескольких кристаллов. Студент Митчелла, Дж. М. Хеджес, обнаружил, что после светового воздействия на данные кристаллы происходит образование скрытого развёрнутого изображения; однако, оно быстро подвергалось солнечному воздействию. Также формировалось внутреннее скрытое изображение, которое не подвергалось воздействию солнца и могло быть образовано только при удалении одного из поверхностных слоёв. При более длительном облучении происходило размывание в пределах субзёрен; они были признаны дислокациями. Таким образом, была впервые показана мозаичная субструктура кристаллов и дислокаций. На основании полученных данных, Джон Митчелл разработал теорию фотоагрегации. Некоторые из ранних экспериментальных наблюдений группы Митчелла, а также его более поздние теоретические расчёты сыграли большую роль в технологическом прогрессе, примером может служить увеличение чувствительности с помощью применения микрокристаллов галогенидов серебра с двойной и тройной структурой зёрен в плёнке для фотоаппаратов (например, Fujicolor super G 400).

### Изучение механизмов пластической деформации сплавов
Во время работы в США внимание Митчелла было приковано к деформационному поведению монокристаллов сплава меди и алюминия. В данных системах дислокации оставались в своих плоскостях скольжения. Пластически деформированные образцы полученных кристаллов изучались с помощью интерференционной оптической спектроскопии, а также прямым изучением дислокаций с помощью электронной микроскопии. Результаты исследований показали широко распространённую активацию вторичного скольжения, но при этом происходила блокировка первичного скольжения. Дополнительные эксперименты по деформации с кристаллами, которые склонны к скольжению в двух эквивалентных системах, вместе с расчётами распределений внутреннего напряжения с наблюдаемым множеством дислокаций, привели к новой картине скольжения и формированию полос скольжения. Корреляция дислокационных процессов на противоположных поверхностях кристаллов приводила к формированию полос скольжения и затем к их расширению. Кроме того, эксперименты по деформации кристаллов с другой ориентацией монокристаллов показали, что при устранении блокировки взаимодействий пути первичных дислокаций удлиняются. 	Многие наблюдения, являющиеся результатами данной научной работы, привели к созданию модели, которая описывала начальное образование полос скольжения и их последующее расширение, а также к созданию корреляции дислокаций на противоположных поверхностях кристаллов. Подтверждение данной модели было получено из экспериментов.

## Преподавательская деятельность
С самого начала своей научной карьеры Митчелл занимался преподавательской деятельностью. Во время работы в Оксфорде он проводил занятия со студентами, занимался разработкой лабораторного курса по атомной и молекулярной спектроскопии. В сентябре 1938 года он получил должность преподавателя физики в школе города Рептон. После войны в сентябре 1945 года Митчелл начал преподавать на физическом факультете университета города Бристоль. Он был известен своим понятным и хорошо организованным представлением лекционного материала. В 1959 году Джон Митчелл уехал работать в университет Вирджинии и преподавал там до конца своих дней.

## Личные качества и увлечения
Джон Митчелл был очень впечатлительным и одиноким человеком, но в то же время мог быть обаятельным и добрым. Большую часть свободного времени Митчелл посвящал исследованиям в своей лаборатории. Коллеги говорили о нём: «Он работает с необычной высококонцентрированной энергией». Даже после выхода на пенсию, Митчелл продолжал активную научную работу. Но, несмотря на столь сильную тягу к науке, он находил время на множество других увлечений. С самого детства Джон Митчелл занимался альпинизмом. В свободное время занимался восхождением на горы Шотландии, Уэльса, Италии и Швейцарии. Во время работы в Оксфорде он увлёкся игрой в сквош и ездой на велосипеде. Свои летние отпуска Джон часто проводил во Франции и Германии, где овладел обоими языками. Позже его интерес к изучению языков расширился, он изучал итальянский, русский и японский языки. Среди хобби Митчелла было и увлечение фотографией, любое его путешествие не обходилось без фотоаппарата.

## Личная жизнь
Джон Митчелл был женат три раза, детей не было. Первые два брака продлились недолго и закончились разводом. Его третий брак с Вирджинией Якобс Хилл в 1976 году продолжался до её смерти 15 августа 2005 года. Вирджиния была вдовой Честера Джеймса Хилла-младшего, профессора психологии университета Лоуренса, Эпплтон, штат Висконсин. Она сопровождала Джона Митчелла почти во всех путешествиях, печатала его статьи. Вирджиния понимала необходимость проведения научных исследований и во всём поддерживала Джона, что позволило ему в последние годы сделать множество открытий.